# Taeniaptera strigata
Taeniaptera strigata är en tvåvingeart som beskrevs av Günther Enderlein 1922. Taeniaptera strigata ingår i släktet Taeniaptera och familjen skridflugor.
Artens utbredningsområde är Peru. Inga underarter finns listade i Catalogue of Life.